# Raoul Van Caenegem
 (juin 2018).
Si vous disposez d'ouvrages ou d'articles de référence ou si vous connaissez des sites web de qualité traitant du thème abordé ici, merci de compléter l'article en donnant les références utiles à sa vérifiabilité et en les liant à la section « Notes et références ».
Raoul Charles J. Van Caenegem (né à Gand le 14 juillet 1927 et mort dans la même ville le 15 juin 2018) est un historien belge d'expression néerlandaise et anglaise.

## Famille
Van Caenegem était le fils de Jozef Van Caenegem et d'Adolphine Barbaix.
En 1954, il épousa l'Anglaise Patricia Carson (1929-2012) qui le suivit à Gand. Ils eurent deux fils et une fille.

## Biographie
Van Caenegem fit ses études universitaires à l'université de Gand. Il y obtint les diplômes de docteur en droit (1951) et de docteur en histoire médiévale (1953).
Il poursuivit ses études à Paris, à la faculté de droit de Paris, tout en suivant certains séminaires de l'École pratique des hautes études et de l'École nationale des chartes (1951-1952). Ensuite il étudia à Londres à la London School of Economics et à l'Institute of historical research (1952-1954).
En même temps, il fut aspirant (1951-1953), chercheur (1953-1954) et chercheur associé (1958-1960) au Fonds national de la recherche scientifique. En 1952-1953, il fut également British Council Scholar. En 1957-1958 il fut le bénéficiaire d'une bourse du Fonds Francqui. En 1951, il fut lauréat du concours pour les bourses de voyage et en 1955 du concours interuniversitaire. En 1952 et 1955, il fut lauréat de l'Académie royale de Belgique.
De 1954 à 1958, il fut assistant à son université, en 1959-1960 agrégé et en 1960 chargé de cours.

## Professeur
En 1964, Van Caenegem fut nommé professeur ordinaire à l'université de Gand. À la Faculté de philosophie et lettres, département d'histoire, il donna des cours d'histoire médiévale et d'histoire du droit, centrés autour des thèmes suivants :
- introduction à l'histoire du droit privé ;
- histoire du Moyen Âge ;
- histoire de l'Angleterre ;
- les institutions médiévales.

Il professa jusqu'à son admission à l'éméritat en 1992. Il fut également :
- secrétaire de sa faculté, 1968-1970 ;
- doyen de sa faculté, 1972-1974 ;
- administrateur de l'Université 1973-1977 ;
- secrétaire du Conseil académique, 1986-1987.

## Recherche
Van Caenegem, armé de ses deux doctorats en droit et en histoire, était parfaitement préparé pour s'engager dans la recherche et pour publier en ce qui concerne de larges domaines de l'histoire du droit.
Ses publications avaient pour sujets le droit pénal, la procédure pénale et le droit civil, le tout axé sur l'évolution de ces droits dans le comté de Flandre au Moyen Âge. 
Il s'intéressa aussi rapidement au système de droit en Angleterre et se mit à faire des études comparatives au sujet du Common law et du droit sur le continent. Il consacra également plusieurs livres et de nombreux articles à ce thème.
Au gré des publications, la réputation de Van Caenegem grandît parmi ses confrères professant l'histoire du droit. Plusieurs de ses livres devinrent des ouvrages de base, qui furent traduits en plusieurs langues[réf. nécessaire].

## Activité scientifiques en Belgique
En dehors de son professorat, Van Caenegen fut sollicité afin de participer à de nombreuses recherches et initiatives. Sont à mentionner :
- membre de la Commission royale pour la publication des anciennes lois et ordonnances en Belgique ;
- administrateur du Centre national d'histoire ecclésiastique (jusqu'en 1984) ;
- membre du Comité pour le Liber floridus (1967) ;
- membre (1974) et président (1988) de la Koninklijke Vlaamse Academie van België voor Wetenschappen en Kunsten (KVAB) (1974) ;
- président de la Maatschappij voor Geschiedenis en Oudheidkunde (Société d'histoire et d'antiquités) de Gand ;
- membre et président (1999-2001) de la Commission royale pour l'histoire, Bruxelles ;
- secrétaire (pour la Belgique) de la Tijdschrift voor Rechtsgeschiedenis.

## Missions à l'étranger
Il fut également sollicité pour des activités dans d'autres pays. Parmi eux :
- Visiting Fellow, University College, Université de Cambridge (1968) ;
- Goodhart Professor of Legal Science, Cambridge (1984-1985) ;
- Visiting Fellow, Peterhouse, Cambridge (1984-1985) ;
- Sir Henry Saville Fellow, Merton College, université d'Oxford (1989) ;
- Fiftieth Anniversary Fellow, Law School, université du Queensland (1990) ;
- Erasmus Lectureship on the history and civilization of the Netherlands, université Harvard (1991) ;
- membre du Comité consultatif pour le dictionnaire du néerlandais du Haut Moyen Âge, Leyde (1996) ;
- membre du Conseil scientifique du Max-Planck-Institut für Europäische Rechtsgeschichte, Francfort ;
- membre de la rédaction de Bijdragen en Mededelingen betreffende de geschiedenis der Nederlanden, La Haye (1986-1991).

## Affiliations et activités à l'étranger
- Administrateur de la Selden Society, Londen, 1995
- Membre de la Royal Historical Society, Londen
- Membre correspondant de l'American Society of Legal History
- Membre correspondant de la Medieval Academy of America
- Membre de la Société d'histoire du droit, Paris
- Membre de la Société d'histoire des Pays-Bas flamands, picards et wallons.
- Membre de la Nederlandse Academie voor Wetenschappen, Amsterdam, 1977
- Membre correspondant de la British Academy, Londres, 1982
- Membre du conseil de direction de la Société Jean Bodin
- Membre du Conseil consultatif du University of Queensland Law Journal, 1994
- Van Caenegem fut au cours de son professorat un véritable globetrotter, qui ne refusait pas de donner des cours ou des conférences dans de multiples universités. Ce fut le cas des universités situées dans les villes suivantes : Amsterdam, Barcelone, Berkeley, Boston, Bourges, Brisbane, Bruxelles, Cambridge, Canberra, Copenhague, Florence, Francfort, Louvain, Limoges, Lund, Maastricht, Marbourg, Montpellier, Münster, Munich, Nancy, Naples, Newcastle upon Tyne, Nimègue, Norwich, Oxford, Paris, Princeton, Ratisbonne, Stockholm, Sydney, Tilburg, Uppsala, Utrecht, Venise, York, Zurich.

## Honneurs
- Prix des alumni de l'université de Gand, 1962
- Prix Francqui pour les sciences humaines, 1974
- Lauréat du prix Solvay, FNRS, 1990
- Médaille Sarton, 1994[1]
- Le 6 décembre 1995, Van Caenegem fut anobli avec le titre personnel de baron. Il prit comme devise Suum cuique tribuere. Son épouse Patricia Carson fut de son côté anoblie avec le titre personnel de baronne.

## Doctoratshonoris causa
Le professeur Van Caenegem fut promu docteur honoris causa de l'université Eberhard Karl de Tübingen (1977), de l'université catholique de Louvain (1988) et de l'université de Paris (1988).

## Publications

### Livres
Raoul Van Caenegem a consacré de nombreux livres aux thèmes principaux de ses recherches, publiés en néerlandais, français, anglais et d'autres langues. 
- Geschiedenis van het strafrecht in Vlaanderen van de XIe tot de XIVe eeuw, Bruxelles, 1954.
- Geschiedenis van het strafprocesrecht in Vlaanderen van de XIe tot de XIVe eeuw, Bruxelles, 1956.
- Royal Writs in England from the Conquest to Glanvill. Studies in the early history of the common law, Londres, 1959.
- Encyclopedie van de Geschiedenis der Middeleeuwen. Inleiding tot de geschreven bronnen van de geschiedenis der Westerse Middeleeuwen (en collaboration avec François Louis Ganshof). - Édition en allemand : Kurze Quellenkunde des Westeuropaïschen Mittelalters, Göttingen, 1964. - Édition en anglais : Guide to the Sources of Medieval History, Amsterdam, New York, Oxford, 1978.
- Les Îles Britanniques, in: J. Gilissen, Introduction bibliographique à l'histoire du droit et à l'ethnologie juridique, Bruxelles, 1963.
- Monarchie franque, in: J. Gilissen, Introduction bibliographique à l'histoire du droit et à l'ethnologie juridique, Bruxelles, 1964 (en collaboration avec Franz Ganshof).
- De plaats van de westerse middeleeuwen in de universele geschiedenis, Bruges, 1964.
- Les arrêts et jugés du Parlement de Paris sur appels flamands, I : Textes (1320-1453), Bruxelles, 1966.
- Le Droit romain en Belgique, Milan, 1966.
- Les Institutions féodo-vassaliques, in: J. Gilissen, Introduction bibliographique à l'histoire du droit et à l'ethnologie juridique, Bruxelles, 1972, (en collaboration avec Franz Ganshof).
- History of European Civil Procedure, Tübingen, La Haye, Paris, New York, 1973.
- The Birth of the English Common Law, Cambridge, 1973 et 1988. - En espagnol: El nacimiento del common law inglès, Madrid. - En chinois, Pékin, 2003.
- Les arrêts et jugés du Parlement de Paris sur appels flamands conservés dans les registres du Parlement, II : Textes (1454-1521), Bruxelles, 1977.
- Over koningen en bureaucraten. Oorsprong en Ontwikkeling van de Hedendaagse Staatsinstellingen, Amsterdam, Bruxelles, 1977.
- Galbert van Brugge en het Recht, Bruxelles, 1978.
- Galbert van Brugge. De Moord op Karel de Goede. Dagboek van de gebeurtenissen in de jaren 1127-1128. Historische introductie, Anvers, 1978, Louvain, 1999. - en français : Galbert de Bruges. Le meurtre de Charles le Bon, Anvers, 1978.
- Geschiedkundige Inleiding tot het Privaatrecht, Gand, 1981, reprint, 1985, nouvelle édition revue, Bruxelles, 1989, Anvers, 1996.
- Geschiedenis van Engeland. Van Stonehenge tot het tijdperk der vakbonden, La Haye - Anvers, 1982, reprint, 1985 et Louvain, 1997.
- Het Common Law Herbezocht, discours à l'université de Leyde le 23 mars 1983, Leyde, 1983.
- Judges, Legislators and Professors. Chapters in European Legal History [2]

, Cambridge University Press, 1987. - en italien : I signori del diritto. Giudici, legislatori e professori nella storia europea, Milan, Giuffrè, 1991 - en japonais, Tokyo, 1990.
- Introduction historique au droit privé, trad. du néerlandais par A. Wijffels, Bruxelles, 1988.
- Geschiedkundige Inleiding tot het Recht. II : Publiekrecht, Bruxelles, E. Story-Scientia, 1988.
- Max Weber: historicus en socioloog, Amsterdam, 1988.
- Legal History: A European Perspective, Londres et Rio Grande, 1991.
- English Lawsuits from William I to Richard I, I: William to Stephen, II: Henry II and Richard I, 2 vols., Londres, 1990-1991.
- An historical introduction to private law, transl. by D.E.L. Johnston, Cambridge, 1992.
- Law, History, the Low Countries and Europe, ed. by L. Milis, D. Lambrecht, H. De Ridder-Symoens and M. Vleeschouwers-Van Melkebeek, Londres & Rio Grande, 1993.
- An Historical Introduction to Western Constitutional Law, Cambridge U.P., 1995 - en italien, traduction F. Quaglia, Rome, Carocci, 2003.
- Introduzione storica al diritto privato, Il Mulino, Bologne, 1995.
- Uma introduçao histórica ao direito privado, Sao Paulo, 1995.
- Introduction aux sources de l'histoire médiévale (avec la coll. de F.L. Ganshof), nouv. éd. mise à jour par L. Jocqué, traduction par B. Van den Abeele, Turnhout, 1997. - version abrégée : Manuel des études médiévales. Typologie des sources - Historique, Turnhout, 1997.
- Geschiedenis van Engeland, Louvain, 1997 & 2003.
- El nacimiento del common law inglès, Madrid, Universidad Complutense, 1998 (translation of 'The Birth of the English Common Law', Cambridge, 1973).
- European law in the past and the future. Unity and diversity over two millennia, Cambridge University Press, 2002. - In italian, Bologna, Il Mulino, 2003 - In spanish, transl. Diez-Picazo, Madrid, 2003.
- Les Arrêts et jugés du Parlement de Paris sur appels flamands. III: Introduction historique par S. Dauchy, Indexation par H. De Ridder en D. Lambrecht, Bruxelles, 2002.
- 1302. Feiten en Mythen van de Guldensporenslag, Anvers, Mercatorfonds, 2002.
- Historic considerations on judicial review and federalism in the United States of America, with special reference to England and the Dutch Republic, Bruxelles, 2003.
- Il diritto costituzionale occidentale. Un’ introdutione storica, Rome, 2010.
- Juízes, Legislatores e Professores, Rio de Janeiro & São Paulo, 2010.
- Istoriski Voved vo Zapadnoto Ustavno Prabo, Skopje, Talcenacle Press, 2010 (traduction en macédonien de 'Judges, legislators').

### Articles
Dans plus de 150 articles scientifiques, van Caenegem a approfondi ses différentes recherches. Il s'est lancé également dans des réflexions plus générales concernant ses recherches et leur utilité pour la société et aussi en ce qui concerne l'évolution de la société.
- Note sur la date de la première charte de Philippe d'Alsace pour la ville d'Arras, in: Revue belge de philologie et d'histoire, 29 (1951), pp. 481-86.
- Een onuitgegeven Brugse keure uit 1229, in: Bulletin van de Kon. Commissie voor de oude wetten en ordonnanties, 17 (1952), pp. 1-13.
- Nota over de terechtstelling van Willem de Deken te Parijs in 1328, in: Handelingen van het Genootschap voor geschiedenis te Brugge, 90 (1953), pp. 140-142.
- Problemen van historische interpretatie, in: Bijdragen voor de Geschiedenis der Nederlanden, 1953, pp. 259-64.
- De rationalisatie van het procesrecht in het crimineel proces in Vlaanderen in de XIIe eeuw, in: Handelingen van het XXe Vlaams Filologencongres, 1953, pp. 47-53.
- De appèls van de Vlaamse rechtbanken naar het Parlement van Parijs, in: Handelingen van het XXVIe Congres van de Federatie der Kringen voor Geschiedenis, Gand, 1956, pp. 191 sq.
- Note sur le premier traité anglo-flamand de Douvres, in: Mélanges R. Monier, Paris, Lille, 1958, pp. 245-57.
- Les appels flamands au Parlement de Paris au Moyen Âge, in: Etudes d'histoire du droit privé offertes à P. Pétot, Paris, 1959, pp. 61-68.
- Ouvrages de droit romain dans les catalogues des anciens Pays-Bas méridionaux (XIIIe – XVIe siècles), in: Revue d'histoire du droit, 28 (1960), pp. 297-347, 403-37.
- La Paix publique dans les Iles britanniques du XIe au XVIIe siècle, in: Recueils de la société Jean Bodin, XV, La Paix, 2, Bruxelles, 1961, pp. 5-26.
- Méthodes et problèmes actuels de la recherche historique, particulièrement dans le domaine de l'histoire du moyen âge, in: Revue de l'Institution de sociologie, 4 (1963), pp. 769-800.
- La preuve dans l'ancien droit belge des origines à la fin du XVIIIe siècle, in: Recueils de la société Jean Bodin, XVII, La Preuve, Bruxelles, 1965, pp. 375-430.
- La preuve dans le droit du Moyen Âge occidental, rapport de synthèse, in: Recueils de la société Jean Bodin, XVII, La Preuve, Bruxelles, 1965, pp. 691-753.
- Psychologische geschiedenis, in: Tijdschrift voor Geschiedenis, 78 (1965), pp. 129-50.
- The law of evidence in the twelfth century, in: Proceedings of the second international Congress of medieval canon law, Vatican, 1965, pp. 297-310.
- Cartografie en institutionele geschiedenis, in: Tijdschrift voor Rechtsgeschiedenis, 33 (1965), pp. 525-37.
- L'histoire du droit et la chronologie. Réflexions sur la formation du "Common Law" et la procédure romano-canonique, in: Etudes G. Le Bras, II, Paris, 1965, pp. 1459-65.
- Boekenrecht en gewoonterecht. Het Romeinse Recht in de Zuidelijke Nederlanden op het einde der middeleeuwen, in: Bijdragen en mededelingen van het historisch genootschap, 80 (1966), pp. 12-37.
- Coutumes et législation en Flandre aux XIe et XIIe siècles, in : Les Libertés urbaines et rurales du XIe au XIVe siècle, Bruxelles, 1968, pp. 245-79.
- De Moderne Geschiedschrijving: Een Wetenschap zonder Experiment, in : Studia Philosophica Gandensia, 7 (1969), pp. 91-102.
- Het Parlementarisme: een Europese Afwijking?, in: Forum der Letteren, 13 (1971), pp. 191-209.
- Considérations sur l'ordonnance comtale flamande connue sous le nom d'"Ordonnance sur les baillis", in: Actes du Congrès International de la Société italienne de l'histoire du Droit, Florence, 1971, pp. 133-52.
- Geschiedenis en Experiment, in: Economische Geschiedenis van België, Brussel, 1973, pp. 119-37.
- The Sources of Flemish History in the Liber Floridus, in: Liber Floridus Colloquium, Gand, 1973, pp. 71-85.
- De feodaliteit in Engeland van Willem de Veroveraar tot Magna Carta, in: Bijdragen en Mededelingen betreffende de Geschiedenis der Nederlanden, 89  (1974), pp. 212-24.
- Public Prosecution of Crime in Twelfth-Century England, in: C.N.L. Brooke et al. (eds.), Church and Government in the Middle Ages, Cambridge, 1976, pp.41-76.
- De Pacificatie van Gent (1576-1976), in: J. Decavele (ed.), Eenheid en Scheiding in de Nederlanden, 1555-1585, Gand, 1976, pp. 13-17
- Kritische uitgave van de "Grote Keure" van Filips van de Elzas, graaf van Vlaanderen, voor Gent en Brugge (1165-1177), in: Handelingen van de Koninklijke Commissie voor Geschiedenis 143, 1977, pp. 207-57 (samen met L. Milis).
- La tradition juridique en tant que limite aux réformes du droit, in: Rapports belges au Xe Congrès international de droit comparé. Budapest 23-28 août 1978, Bruxelles, 1978.
- Das Recht im Mittelalter, in: W. Fikentscher, H. Franke et O. Köhler (uitg.), Entstehung und Wandel Rechtlicher Traditionen, Fribourg, Munich, 1980 (Veröffentlichungen des Instituts für Historische Anthropologie, 2), pp. 609-67.
- Law in the Medieval World, in: Tijdschrift voor Rechtsgeschiedenis, 49, 1981, pp. 13-46 (= translation of nr. 59).
- Recht en politiek. De "Precepta" van graaf Filips van de Elzas voor de stad Gent uit het jaar 1178, in: Recht en Instellingen in de Oude Nederlanden tijdens de Middeleeuwen en de Nieuwe Tijd. Liber amicorum Jan Buntin, Louvain, 1981.
- De keure van Sint-Omaars van 1127, in: Tijdschrift voor Rechtsgeschiedenis, 50, 1982, pp. 253-62.
- Reflexions on the Place of the Low Countries in European Legal History, in: Festschrift für Helmut Coing, I, Munich, 1982, pp. 3-17.
- Beschouwingen bij de Geschiedenis van Engeland, in: Mededelingen van de Koninklijke Academie voor Wetenschappen, Letteren en Schone Kunsten van België, 1982, pp. 53-71.
- Oud recht, goed recht ?, in: Hulde aan René Dekkers, Bruxelles, 1982, pp. 153-65.
- Criminal law in England and Flanders under King Henry II and Count Philip of Alsace, in: Diritto e Potere nella Storia Europea. Atti in onore di Bruno Paradisi. Quarto Congresso Internazionale della Società Italiana di Storia del Diritto, I, Florence, 1982, pp. 232-54.
- Het charter van graaf Gwijde van Dampierre over de Gentse rechtspraak (10 juli 1294), in: Hand. Kon. Com. v. Geschiedenis, 150, 1984, pp. 415-36.
- Willem de Zwijger en de opstand der Nederlanden : een proeve van plaatsbepaling, in: Herdenking Willem van Oranje 1584-1984, Brussel Paleis der Academiën 12 oktober 1984, Bruxelles, 1985, pp. 43-54.
- De mediëvistiek in de 20ste eeuw, in: H.B. Teunis en L. Van Tongerloo (eds.), Middeleeuwen tussen Erasmus en Heden. Bundel aangeboden aan Prof. Dr. F.W.N. Hugenholtz, Amsterdam, 1986, pp. 107-20.
- Government, law and society, in: J.H. Burns (ed.), The Cambridge History of Medieval Political Thought c. 350-c. 1450, Cambridge, 1988, pp. 174-210 - En français : Gouvernement, droit et société, in : J.H. Burns (ed.), Histoire de la pensée politique médiévale 350-1450, Paris, 1993, pp. 167-201.
- De Gentse justitiekeure van 1294 : een commentaar, in: Liber Amicorum Achiel De Vos, Evergem, 1989, pp. 189-95.
- Galbert of Bruges on Serfdom, Prosecution of Crime, and Constitutionalism, in: B.S. Bachrach and D. Nicholas (eds.), Law, Custom, and the Social Fabric in Medieval Europe. Essays in Honor of Bryce Lyon, Kalamazoo, Michigan, 1990 -112.
- Reflexions on Rational and Irrational Modes of Proof in Medieval Europe, in: The Legal History Review, 58, 1990, pp. 263-79.
- Orderic Vitalis and the Criminal law, in: F. Stevens en D. Van Den Auweele (eds.), Xenia Iuris Historiae G. van Dievoet oblata, Leuven, 1990, pp. 561-72.
- De Rechtsstaat : een Europese verworvenheid, in: M. Storme (ed.), Recht en Macht. Colloquium Kon. Acad. Wetenschappen, Brussel, 16 dec. 1988, Brussel, 1990, pp. 269-77.
- De Vrede van Gent van 1814, in: Handelingen Maatschappij voor Geschiedenis en Oudheidkunde te Gent, N.R. 44, 1990, pp. 7-12.
- Historical and modern confrontations between continental and English law, in: B. De Witte and C. Forder (eds.), The common law of Europe and the future of legal education, Deventer, 1992, pp. 621-38.
- Democratie en rechtsstaat in het twaalfde-eeuwse graafschap Vlaanderen, in: Tijdschrift voor Rechtsgeschiedenis, 61, 1993, pp. 205-15.
- Lawyers and Holy Books, in: Index Quaderni camerti di studi romanistici. International Survey of Roman Law, 22, 1994, pp. 419-31 (=Omaggio a Peter Stein).
- Misdaad en Straf bij Galbert van Brugge, in: Liber Amicorum Jules D'Haenens, Gand, 1993, pp. 321-31.
- Historical reflections on European syncretism, in: Sartoniana, vol. 7, 1994, pp. 245-60 ( = Studia Europae I, Centrum voor Europese Cultuur, Bruxelles, 1995, p. 97-107.
- Law and Power in Twelfth-Century Flanders, in: Thomas N. Bisson (ed.), Cultures of Power. Lordship, Status, and Process in Twelfth-Century Europe, Philadelphie, Univ. of Pennsylvania Press, 1995, pp. 149-171.
- Overwegingen van een historicus van het grondwettelijk recht, in: Bakens in de Storm. Opstellen over samenwerking en toekomst aangeboden aan Prof. Marcel Storme ter gelegenheid van zijn emeritaat, Tielt, 1995, pp. 9-26.
- Aantekeningen bij het middeleeuwse gewoonterecht, in: Tijdschrift voor Rechtsgeschiedenis, 64, 1996, p. 97-111.
- De landsheerlijke tijd (900-1400), in: De Gouden Delta der Lage Landen. Twintig eeuwen beschaving tussen Seine en Rijn, Antwerpen, 1996, bl. 41-80.
- Zin en onzin van het historische discours, in: Tussen herinnering en hoop. Geschiedenis en samenleving, Leuven, 1998, p. 13-30.
- Beschouwingen over nationale identiteit en censuur, in: J. Tollebeek, G. Verbeeck en T. Verschaffel (eds.), De lectuur van het verleden. Opstellen aangeboden aan Reginald De Schrijver, Leuven, 1998, pp. 451-457.
- Le rôle de la conscience du juge dans l’histoire du droit anglais, in : J.-M. Carbasse et L. Depambour-Tarride (éds.), La Conscience du juge dans la tradition juridique européenne, Paris, 1999, pp. 263-276.
- Mediaeval Flanders and the Seeds of Modern Democracy, in: J. Pinder (ed.), Foundations of Democracy in the European Union, Londres, 1999, pp. 4-17.
- The modernity of medieval law, Erasmus Lecture, in: European Review, 8, 2000, pp.37-53.
- L’Etat de droit dans la Flandre médiévale, in: B. Durand and L. Mayali (eds.), Excerptiones iuris: Studies in Honor of André Gouron, Berkeley, 2000, bl. 759-772.
- Democratie in oud-Vlaamse rechtsbronnen, in: Handelingen [van de] Koninklijke Commissie voor de uitgave der Oude Wetten en Verordeningen van België, XLIII, 2002, pp. 143-157.
- Judge and lawgiver in Anglo-American history, in: European Review, 11, 2003, pp. 325-339.
- Misdaad en straf in de Middeleeuwen, in: Millennium. Tijdschrift voor middeleeuwse studies, 17, 2003, pp. 101-120.
- Recht en alternatieve geschiedenis, in: J. Ockeley et al. (eds.), Recht in geschiedenis. Een bundel bijdragen over rechtsgeschiedenis van de Middeleeuwen tot de hedendaagse tijd.  Aangeboden aan Prof. Dr. F. Vanhemelrijck, Louvain, 2005, pp. 339-351.
- The unification of European law: a pipedream?, in: European Review, 14, 2006, pp. 33-48.
- Considérations historiques sur l’Unification du droit européen, in: Actes des Journées internationales de Toulouse de la Société d’histoire du droit, juin 2005, Toulouse, 2006, pp. 485-498.
- De evolutie van het constitutionele recht in de twintigste eeuw, in: Iuris Scripta Historica, XIX, Bruxelles, KVABWK, 2006, pp. 19-26.
- Rechtsgeschiedenis en toeval, in: Tijdschrift voor Rechtsgeschiedenis, 75, 2007, pp. 179-88.
- Historical considerations on the role of judges in Europe and America, in: National Law and Europeanisation, Helsinki, Finnish Academy for Sciences and Humanities, 2009, pp. 1-14.
- “Oráculos da Lei” ou “Bouche de la Loi”. Considerações Historicas sobre o papel do Juiz na Tradição Occidental, Seminário Internacional 23-24 Novembro de 2007, Lisbonne, 2009, pp. 35-52.

Il a écrit bon nombre de nécrologies et d'articles biographiques, pour la plupart consacrés à des spécialistes de l'histoire du droit. À mentionner :
- Legal historians I have known  a personal memoir, in: Rechtsgeschichte. Zeitschrift des Max-Planck-Instituts für europäische Rechtsgeschichte, 17, 2010, pp. 253-99.

### Publications pour un large public
Van Caenegem ne s'est pas fait prier pour écrire des articles de bonne vulgarisation, destinés à un large public. Sont à mentionner :
- De slag van Hastings, in: Spiegel Historiael, 1 (1966), pp. 130-40 ;
- De Moord op Thomas Becket, in: Spiegel Historiael, 5 (1970), pp. 664-72 ;
- Karel de Grote, in: Spiegel Historiael, 7 (1972), pp. 286-93 ;
- History of Ghent and Bruges, in: Encyclopaedia Britannica, 1974 ;
- De Gentse Februari-Opstand van het jaar 1128, in: Spiegel Historiael, 13, 1978, pp. 478-83.

## Littérature
- Sir Geoffrey Rudolph Elton, Return to essentials. Some reflections on the present state of historical studies, Cambridge University Press, 1991[3].
- Th. Denoël, Le Nouveau Dictionnaire des Belges, Bruxelles, 1992
- S. Dauchy, J. Monballyu, A. Wijffels (eds.) Auctoritates. Xenia R.C. Van Caenegem oblata, Bruxelles, Palais des Académies, 2000.
- Oscar Coomans de Brachène, État présent de la noblesse belge, Annuaire 2002 et Annuaire 2004

## Sources
- Université de Gand, Faculté de philosophie et lettres, Département Histoire du droit.